# Vanja Perišić
Vanja Perišić, född 5 juli 1985, är en friidrottare från Kroatien. Hon deltog vid olympiska sommarspelen 2008.